# Sabarneda
Sabarneda es una entidad de población española del municipio de Soriguera, perteneciente a la provincia de Lérida, en la comunidad autónoma de Cataluña.

## Toponimia
El nombre del lugar puede encontrarse escrito con las grafías Sabarneda y Saverneda.

## Historia
Hacia mediados del siglo XIX, el lugar, ya por entonces perteneciente a Soriguera, tenía contabilizada una población de nueve habitantes. Aparece descrito en el decimotercer volumen del Diccionario geográfico-estadístico-histórico de España y sus posesiones de Ultramar de Pascual Madoz con las siguientes palabras:

SABARNEDA: ald. dependiente del ayunt. de Sor (1 hora), en la prov. de Lérida (21), aud. terr., c. g. de Barcelona (48). sit. en una montaña á las inmediaciones del r. Noguera Pallaresa, donde le combaten los vientos del N., y alguna vez los del S., siendo su clima sano. Tiene 2 casas en su térm., que se estiende 1/2 hora de N. á S., y 3/4 de E. á O., confinando por N. con Sort; E. Villamur; S. Tornafort y Malmercat, y O. Ambiu y Montardit: su terreno es de mediana calidad y regadio, con las aguas del Noguera Pallaresa, y el arroyo de Rubio, que le bañan; se compone en su mayor parte de prados artificiales, que crian yerba para toda clase de ganados, y hay monte por el N., E. y S., poblado de encinas, carrascas, pinos, bojes, ademas de un soto arbolado de chopos y sauces. Los caminos dirigen á los pueblos limítrofes en mal estado. prod.: trigo, yerba, legumbres y patatas; cria ganado caballar, mular, vacuno y de cerda, con el cual se hace algun comercio; hay caza de perdices, conejos y liebres, y pesca de anguilas y truchas. ind.: un molino harinero, un horno de cal y otro de tejas y ladrillos. pobl.: un vec., 9 alm.
(Madoz, 1849, p. 604)

En 2022, la entidad singular de población no tenía empadronado ningún habitante.